# Cevil Redondo
Cevil Redondo is een plaats in het Argentijnse bestuurlijke gebied Yerba Buena in de provincie Tucumán. De plaats telt 12.167 inwoners.